# Ханда (приток Алдана)
Ха́нда (также Белая) — река в Якутии, правый приток Алдана. Длина реки — 281 км (от истока Бурхалы — 294 км). Площадь водосборного бассейна — 8790 км².
Река берет начало в Усть-Майском улусе, в отрогах хребта Сетте-Дабан, западнее озера Ырчах, на высоте более 994 м над уровнем моря. В верховьях течет по горной местности преимущественно на запад, пересекает Скалистый хребет и Горностахский хребет, огибает с юга хребет Эбэикэ-Хаята при впадении реки Мутулы, после чего река течёт по таёжной холмистой местности с преобладанием лиственницы. После впадения Мутулы и до устья образует административную границу между Усть-Майским улусом и Томпонским районом Якутии. В низовьях, после впадения Киндили поворачивает на юго-запад. Впадает в Алдан по правому берегу на отметке 133 м над уровнем моря, напротив впадения в Алдан Куолумы, в 623 км от устья Алдана. Ширина перед устьем — 125 м при глубине 2 м; скорость течения в низовьях составляет 2-2,2 м/с. По международной шкале сложности Ханда относится ко второму классу для рафтинга и каякинга. Населённые пункты на реке отсутствуют. 

## Основные притоки
Указаны притоки длиной 30 км и более
| Название | Расстояние от устья | Длина | Положение |
| -------- | ------------------- | ----- | --------- |
| Киндили  | 24                  | 54    | левый     |
| Мутула   | 80                  | 70    | правый    |
| Чагдала  | 120                 | 31    | левый     |
| Дим      | 152                 | 30    | правый    |
| Бурхала  | 201                 | 93    | правый    |

## Данные водного реестра
По данным государственного водного реестра России и геоинформационной системы водохозяйственного районирования территории РФ, подготовленной Федеральным агентством водных ресурсов:
- Бассейновый округ — Ленский
- Речной бассейн — Лена
- Речной подбассейн — Алдан
- Водохозяйственный участок — Алдан от впадения реки Мая до впадения реки Амга
- Код водного объекта — 18030600712117300042121